# Fink+Jocher
Fink+Jocher ist ein deutsches Architekturbüro, das im Jahr 1991 von Dietrich Fink und Thomas Jocher in München gegründet wurde.

## Geschichte
Fink+Jocher wurde 1991 von Dietrich Fink und Thomas Jocher in einer ehemaligen Druckerei in München-Schwabing gegründet. Hier befindet sich der Hauptsitz des Unternehmens bis heute. Im Jahr 2016 wurde die Gesellschaft in Fink+Jocher Gesellschaft von Architekten und Stadtplanern mbH umfirmiert. Seit der Gründung entwickelt und realisiert das Unternehmen städtebauliche Masterplanungen und Architekturprojekte in unterschiedlichsten Größenordnungen.

## Bauwerke

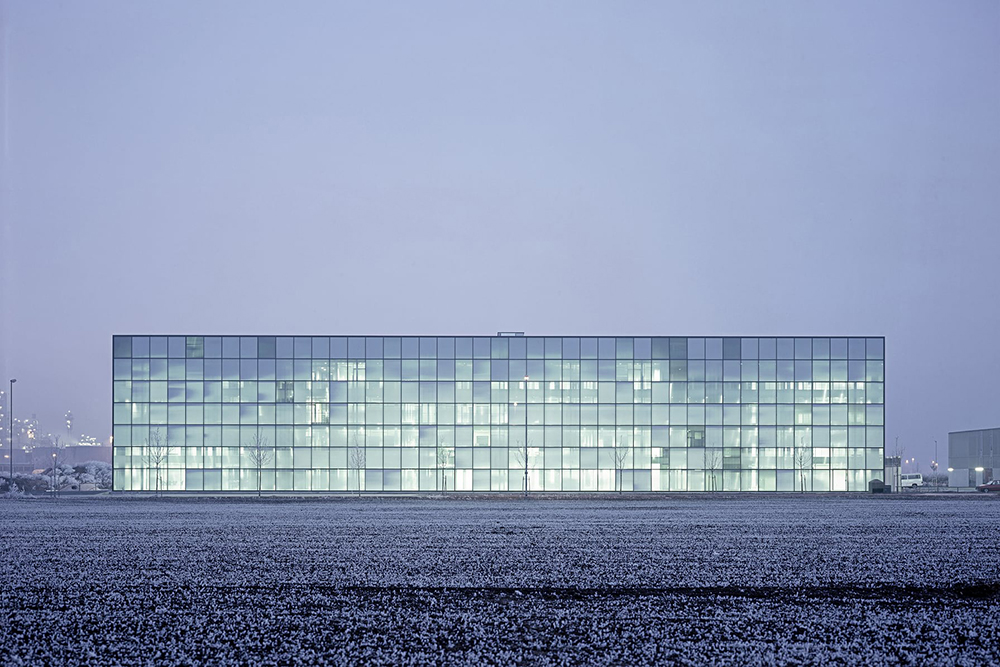
Simultaneous Engineering Ingolstadt 1999

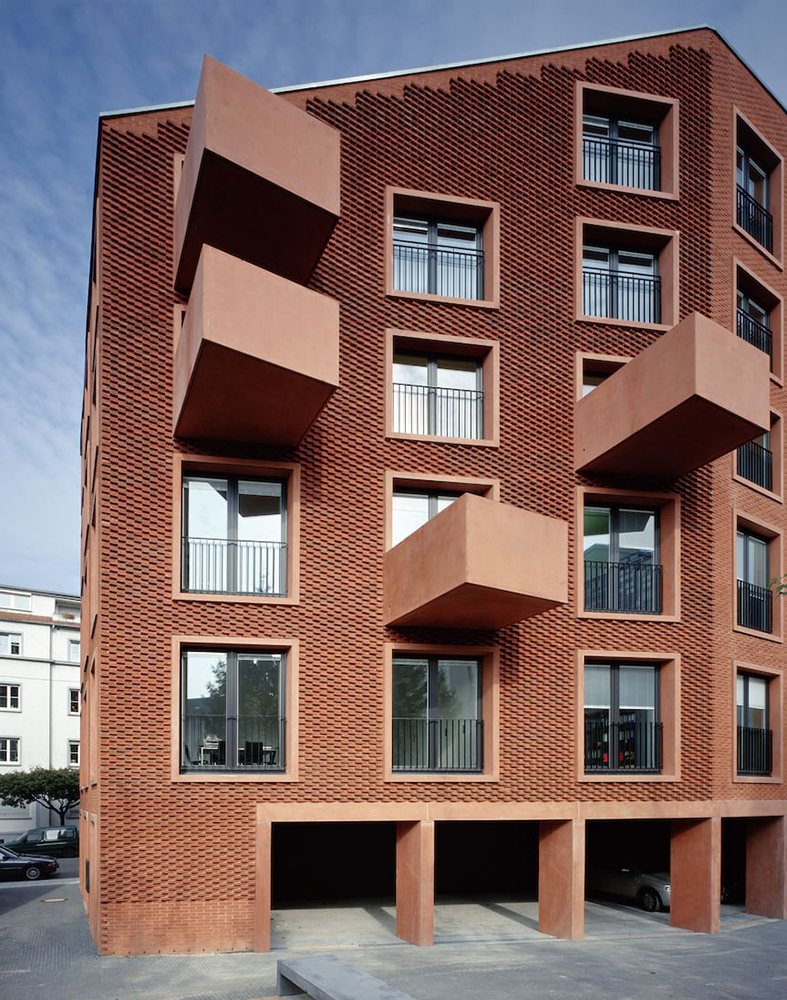
NUWOG Headquarters Neu-Ulm 2007

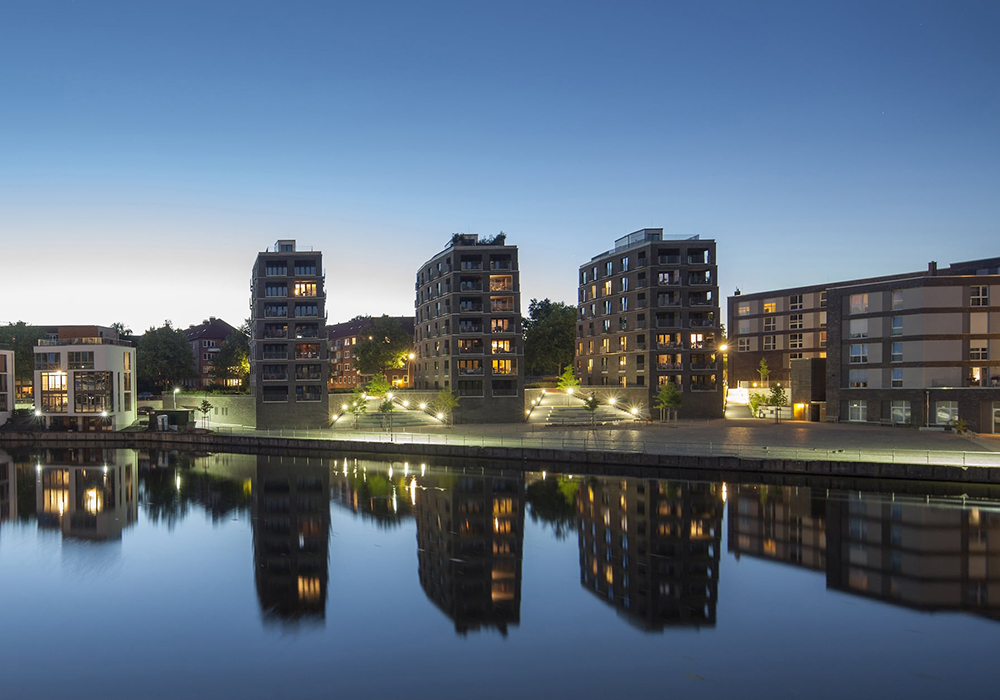
Waterfront Hamburg 2012

Eine Auswahl von Bauten von Fink+Jocher wurden von den Architekturfotografen Peter Bonfig und Michael Heinrich fotografisch dokumentiert.
- 1992–1994: Wohnbebauung, Sulzbach-Rosenberg
- 1992–1995: Wohnbebauung Kreuzäcker Neu-Ulm
- 1992–1995: Paradeis Weilheim
- 1992–1995: Stadtfuge, Lindau

Neues Erzbischöfliches Ordinariat München 2016

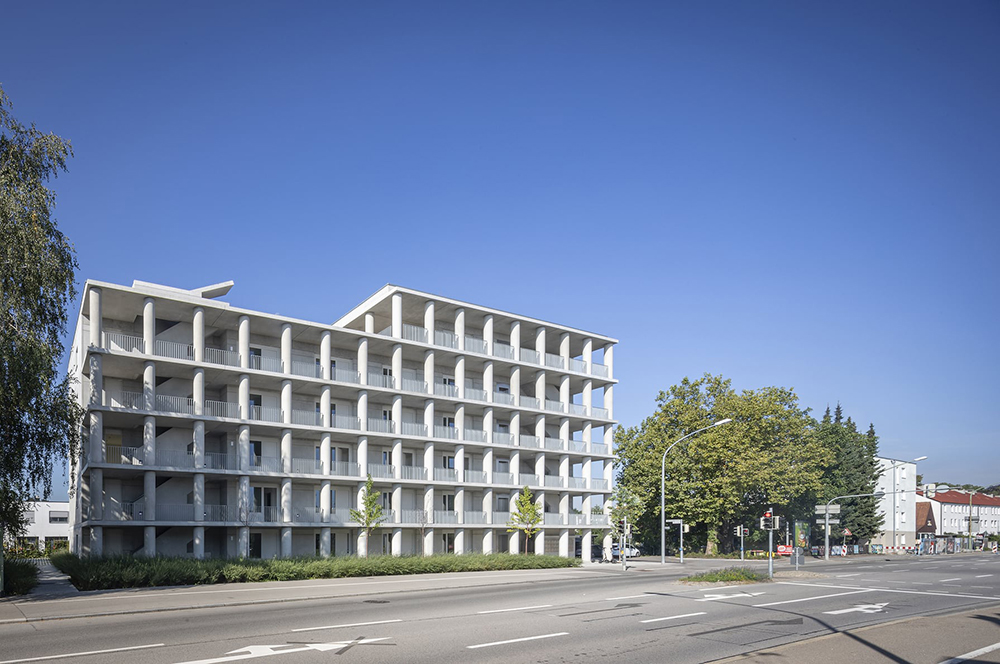
Betonhaus Neu-Ulm 2019

- 1993–1996: Damaschkesiedlung Regensburg
- 1995–1998: Quartier Widmannstraße, München-Riem
- 1995–1998: Low Budget Siedlung Regensburg
- 1997–1999: Simultaneous Engineering Ingolstadt
- 1997–1999: EXPO N41, Hannover
- 1995–1996: Raiffeisenstraße Regensburg
- 1999–2000: Villa A, Starnberger See
- 2000–2002: Haus B, Bernried am Starnberger See
- 2000–2002: Ballspielhalle Ingolstadt
- 2000–2005: Westend Block 1, München
- 2002–2005: Zwischen den Zeilen Ostfildern
- 2001–2005: Erweiterung Christoph-Scheiner-Gymnasium, Ingolstadt
- 2002–2004: Am Ackermannbogen München
- 2002–2005: Studentenwohnheim TUM, Garching bei München
- 2003–2005: SYNIA Shangyu New Industrial Area, Shangyu, Volksrepublik China
- 2003–2007: NUWOG Headquarters Neu-Ulm
- 2007–2009: Grundschule Helsinkistraße, München-Riem
- 2007–2010: Membergkuppe Bad Cannstatt, Stuttgart
- 2010–2016: Neues Erzbischöfliches Ordinariat München
- 2011–2014: Provinopark Augsburg
- 2012–2015: Rheinpark Heerdt Düsseldorf
- 2016–2018: Domagkpark München
- 2015–2019: Neckarbogen Heilbronn
- 2016–2019: Magellanquartier, Bremen
- 2014–2020: Fallstraße München-Sendling
- 2016–2019: Experimentalvorhaben Betonhaus Neu-Ulm

## Preise und Auszeichnungen
- 1995: Kunstpreis der Bayerischen Akademie der Schönen Künste für Dietrich Fink
- 1995: BDA-Preis Bayern für Wohnbebauung, Sulzbach-Rosenberg
- 1997: Förderpreis Baukunst der Akademie der Künste Berlin
- 1997: BDA-Preis Bayern für Wohnanlage, Regensburg
- 1997: BDA-Preis Bayern für Haus Schroth, Bad Tölz
- 1998: Architekturpreis Zukunft Wohnen für Wohnanlage, Regensburg
- 1998: Deutscher Bauherrenpreis für Raiffeisenstraße, Regensburg[2]
- 2000: Deutscher Fassadenpreis für Entwicklungszentrum, Ingolstadt
- 2000: BDA-Preis Niedersachsen für EXPO N41, Hannover
- 2000: Deutscher Bauherrenpreis für EXPO N41, Hannover[3]
- 2000: Deutscher Bauherrenpreis für Damaschkesiedlung Regensburg[4]
- 2000: Auszeichnung – Balthasar-Neumann-Preis für Simultaneous Engineering Ingolstadt
- 2002: Holzbaupreis Bayern für Kantine Taucherzentrum, Percha am Starnberger See
- 2002: Architekturpreis Zukunft Wohnen für Quartier Vorfeld, Neu-Ulm
- 2003: Deutscher Holzbaupreis für Haus B, Starnberger See
- 2005: Lobende Erwähnungen – Architekturpreis Beton für Studentenwohnheim, Garching[5]
- 2006: Hugo-Häring-Preis für Quartier 4, Scharnhauser Park, Ostfildern[6]
- 2007: Deutscher Architekturpreis für Studentenwohnheim, Garching
- 2008: Thomas Wechs Preis für NUWOG Headquarters, Neu-Ulm
- 2008: Deutscher Bauherrenpreis für Westend Block 1, München
- 2009: Nominierung – Mies van der Rohe Award für NUWOG Headquarters, Neu-Ulm[7]
- 2009: Sonderpreis – Nationaler Preis für integrierte Stadtentwicklung und Baukultur für Westend Block 1, München
- 2010: BDA-Preis Bayern für Gewerbe- und Verwaltungsbau, Stadthaus Neu-Ulm

## Ehemalige Mitarbeiter
- 2000–2005: Katharina Leuschner